# Златното кормило
Златното кормило е български детски телевизионен филм (социално-психологическа драма) от 1980 година по сценарий на Веселина Манафова - Митовска. Режисьор е Жарко Павлович, а оператор Телериг Коларов. Музикално оформление Тамара Бузина. Художник Ани Богданова.

## Актьорски състав
| В главните роли               | Изпълнител         |
| ----------------------------- | ------------------ |
| Боневски, класния ръководител | Радко Дишлиев      |
| Гошко, синът на Продан        | Илия Божилов       |
| хазайката                     | Рената Киселичка   |
| бай Продан                    | Чавдар Гергов      |
| медицинската сестра           | Ана-Мария Петрова  |
| следователят Иванов           | Хари Тороманов     |
| Яна                           | Владимира Владова  |
| Влади                         | Димитър Кожухаров  |
| Боян                          | Иво Петков         |
| Борко                         | Ивайло Пенчев      |
| Снежка                        | Савина Владимирова |
|                               | Мария Кирова       |
|                               | Олег Георгиев      |
|                               | Светозар Недялков  |